# Tightwad (Misuri)
Tightwad es una villa ubicada en el condado de Henry en el estado estadounidense de Misuri. En el Censo de 2010 tenía una población de 69 habitantes y una densidad poblacional de 26,4 personas por km².

## Geografía
Tightwad se encuentra ubicada en las coordenadas 38°18′21″N 93°32′32″O / 38.30583, -93.54222. Según la Oficina del Censo de los Estados Unidos, Tightwad tiene una superficie total de 2.61 km², de la cual 2.58 km² corresponden a tierra firme y (1.09%) 0.03 km² es agua.

## Demografía
Según el censo de 2010, había 69 personas residiendo en Tightwad. La densidad de población era de 26,4 hab./km². De los 69 habitantes, Tightwad estaba compuesto por el 98.55% blancos, el 0% eran afroamericanos, el 0% eran amerindios, el 0% eran asiáticos, el 0% eran isleños del Pacífico, el 0% eran de otras razas y el 1.45% pertenecían a dos o más razas. Del total de la población el 0% eran hispanos o latinos de cualquier raza.